# Hubert Gautier
Henri Gautier, às vezes chamado de Hubert Gautier (Nîmes, 21 de agosto de 1660 — Paris, 27 de setembro de 1737) foi um engenheiro francês.

## Carreira
Gautier inicialmente treinou como médico, voltando-se para a matemática e, finalmente, para a engenharia. Ele serviu como engenheiro por 28 anos na província de Languedoc. Ele foi nomeado Inspecteur général des ponts et chaussées em 1713, e mudou-se para Paris, onde continuou trabalhando até sua aposentadoria em 1731.

Em 1716, ele escreveu o primeiro livro sobre a construção de pontes, Traité des ponts. 
Os empreiteiros não hesitam em enriquecer à custa do Rei ou de quem trabalha para eles; os engenheiros ou inspetores das obras, ao contrário, têm em mente apenas a honestidade com que atuam e serem altamente estimados; e eles não hesitam em considerar os primeiros como seus inimigos, quando são infiéis.

— Hubert Gautier, Traite des Ponts (1716)
Gautier escreveu vários trabalhos publicados sobre engenharia, engenharia civil e geologia. Morreu em Paris, França, aos 77 anos.

## Publicações
- Traitté des fortifications, contenant La demonstration, et l'examen de tout ce qui regarde l'art de fortifier les places tant regulieres, qu'irregulieres, suivant ce qui se pratique aujourd'huy. Le tout d'une maniere abbregée, et fort aisée pour l'instruction de la jeunesse - 1685 (Online)
- L'Art de laver, ou nouvelle manière de peindre sur le papier, suivant le coloris des desseins qu'on envoie à la Cour, chez Thomas Amauly, Lyon, 1687 (Online)
- Traité de la construction des chemins - Toulouse - 1693 (Online)
- L'art de dessiner proprement les plans, profils, elevations geometrales, et perspectives, soit d'architecture militaire ou civile: avec tous les secrets les plus rares pour faire les couleurs avec lesquelles les ingenieurs representent les divers materiaux d'une place - 1697 (Online)
- Traité des ponts - Paris - 1716 Online
- Dissertation sur l'epaisseur des culées des ponts, sur la largeur des piles, sur la portée des voussoirs, sur l'effort et la pesanteur des arches à differens surbaissemens, et sur les profils de maçonnerie qui doivent supporter des chaussées, des terrasses, et des remparts, à quelque hauteur donnée que ce puisse estre - 1717 (Online)
- Histoire de la ville de Nîmes et de ses antiquités - 1720 Online
- Dissertation sur les projets de canaux de navigation, d'arrosage & pour la conduite des fontaines.
- Dissertation sur la conduite des mâts pour les vaisseaux du roi, depuis les forêts où on les abat jusque dans les ports de mer auxquels on les destine - Paris
- Dissertation qui résout les difficultés sur la poussée des voûtes & des arches, à différents surbaissements, sur les piles, les voussoirs, la charge des pilotis, le profil des murs qui doivent soutenir des terrasses, des remparts à telle hauteur donnée que ce puisse être. Paris
- Traité de l'art de lever les différents desseins qu'on envoie à la cour - Lyon
- Traité des armes à feu, tant des canons dont on se sert sur terre et sur mer, avec leurs proportions, comme des mortiers pour leurs jets de bombes, avec la manière de diriger leur portée - Lyon
- Traité des fortifications; avec l'examen de toutes le méthodes dont on s'est servi jusqu'alors pour fortifier les places - Lyon
- Plusieurs lettres ou nouvelles conjectures sur la peste, & sur tous les corps animés & inanimés - Paris
- Nouvelles Conjectures sur le Globe de la Terre, où l' on fait voir de quelle manière la terre se détruit journellement, pour pouvoir changer à l' avenir de figure : comment les pierres, les minéraux, les métaux & les montagnes ont été formez ; les corps étranges, comme les carcasses des animaux, les coquillages, &c. qu' on y trouve, y ont été ensevelis ; le prompt retour des marées, par des abysmes dans des mers intérieures où elles circulent sous sa croûte ; pour produire le flux et le reflux. L' on y démontre l' épaisseur déterminée de cette croûte, celle de la profondeur de toutes les mers, le grand vuide qui occupe le dedans de son Globe, la hauteur de notre Atmosphère par H. G. I. D. P. E. C. D. R (Henri Gautier, inspecteur des ponts et chaussées du roi), Paris, chez André Cailleau, 1721.
- Bibliothèque des philosophes et des sçavans tant anciens que modernes avec les merveilles de la nature où l'on voit leurs opinions sur toute sorte de matières physiques comme aussi tous les systèmes qu'ils ont pu imaginer jusqu'à présent sur l'Univers & leurs plus belles sentences sur le morale et enfin les nouvelles découvertes que les astronomes ont faites dans les cieux, 3 volumes, Vol. 1, chez André Cailleau, Paris, 1723 (Online), Vol. 2, 1723 (Online), Vol. 3, 1734 (Online)